# Chafariz de Massamá

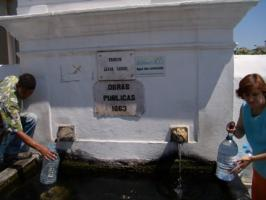
Chafariz de Massamá

Der Chafariz de Massamá ist eine Brunnenanlage in der portugiesischen Freguesia Massamá.

## Geschichte
Die Quelle ist namengebend für den Ort. Das Geonym Mactamã bedeutet „Ort mit gutem Wasser“ oder „Quelle“. Der Brunnen selbst wurde 1863 durch das Ministerium für Öffentliche Arbeiten errichtet. Anlässlich seines hundertjährigen Bestehens wurde 1963 auf Wunsch der Bevölkerung ein Gedenkstein für Francisco Rodrigues angebracht.

## Beschreibung
Der Brunnen besteht aus einer geraden, von zwei Pilastern flankierten Rückwand. Aus ihr speisen zwei Wasserspeier ein einfaches rechteckiges Becken. Links und rechts wird die Anlage durch zwei gekrümmte Wände mit Sitzbänken gefasst. 